# 赖莎·杰缅季耶娃
赖莎·费奥多罗芙娜·杰缅季耶娃（俄语：Раиса Фёдоровна Дементьева；1925年4月14日—）是苏共莫斯科市委第二书记。

## 生平
1925年，出生。1957年，毕业于莫斯科经济与统计学院。1947年，加入苏联共青团。1952年，加入苏联共产党。1961年，为苏共中央审计委员会成员。1969年，为苏联共产党中央委员会候补委员。1976年，为苏联共产党中央委员会委员。1980年，为苏共莫斯科市委第二书记。1986年，退休。